# Stephan Studer
Stéphan Studer (nacido el 9 de octubre de 1975) es un árbitro suizo internacional quien ha arbitrado en las Clasificatorias a la Copa del Mundo 2014.
Studer se convirtió en árbitro de la FIFA en 2009. Fue árbitro oficial de las clasificatorias de la Euro en 2012 y la Copa Mundial sub-17 en 2011. Fue considerado como árbitro en la final de la Copa Suiza 2012-13 entre el FC Basel y el Grasshoppers Zürich en el estadio Suizo, Stade de Suisse, Wankdorf, Berna, el 20 de mayo de 2013.
El último partido de Studer después de 12 años como árbitro fue el 29 de mayo de 2015 en el St. Jakob Park, Basilea, cuando el FC Basel venció al St. Gallen por 4-3 en el último día de la temporada 2014-15 de la Superliga Suiza.